# 喧嘩プロレス二瓶組
喧嘩プロレス二瓶組（けんかプロレスにへいぐみ）は、かつて存在した日本のプロレス団体。

## 歴史
- 1995年、屋台村プロレスでマネージャーを務めていた二瓶一将と元プロボクサーの鴨居長太郎が設立。
- 1999年4月、二瓶が折原昌夫から脅迫、傷害、銃刀法違反などで刑事告訴されて逮捕。懲役1年6ヶ月、執行猶予3年の判決を受ける。
- 9月26日、CLUB CITTA'川崎で旗揚げ戦を開催。
- 2004年10月、二瓶が交通事故に遭ったため解散。
- 2007年2月11日、歌舞伎町クラブハイツ大会を開催して活動再開。
- 2008年、我道会館RofCとの合同興行「二瓶組RofC」を開催。

## 所属選手
- 二瓶一将
- 菅原伊織

## 歴代所属選手

### 男子選手
- 片岡"幻"亮（現：片岡亮）
- 鴨居長太郎
- モンゴルマン
- タノムサク鳥羽

### 女子選手
- 門田幸子

## 歴代スタッフ
- 西田茂和
- 伊藤恒平
- 金沢看守
- ダイアナ